# 562. Grenadier-Division
La 562. Grenadier-Division (562ª divisione granatieri) fu una divisione di fanteria costituita dall'esercito tedesco verso la fine della seconda guerra mondiale e ridenominata 562. Volksgrenadier-Division (562ª divisione granatieri del popolo) poco tempo dopo.
Formata con elementi di scarsa organizzazione e male equipaggiati, prima di cambiare nome operò in Polonia dal luglio all'ottobre 1944 al comando del generalmajor Johannes-Oskar Brauer. Con il nuovo nome fu sottoposta al LV Armee-Korps (Heeresgruppe Nord) alla fine del gennaio 1945 e fu distrutta nel marzo dello stesso anno durante l'accerchiamento di Mamonovo (Prussia Orientale) da parte dell'Armata Rossa sovietica.